# Фарли Грейнджър
Фарли Грейнджър (на английски: Farley Granger) е американски актьор. 
Известен е с ролите си на Филип Морган и Гай Хейнс съответно във филмите на Хичкок „Въжето“ (1948) и „Непознати във влака“ (1951).

## Избрана филмография
| Година | Филм                | Оригинално заглавие  | Роля                  | Режисьор        |
| ------ | ------------------- | -------------------- | --------------------- | --------------- |
| 1948   | Въжето              | Rope                 | Филип Морган          | Алфред Хичкок   |
| 1951   | Непознати във влака | Strangers on a Train | Гай Хейнс             | Алфред Хичкок   |
| 1954   | Чувство             | Senso                | Лейтенант Франц Малер | Лукино Висконти |